# Surf's Up (film)
Surf's Up is een Amerikaanse computergeanimeerde mockumentaryfilm uit 2007, onder regie van Ash Brannon en Chris Buck. De film is een parodie op documentaires, gericht op surfers, waaronder The Endless Summer en Riding Giants. De stemmen worden ingesproken door Shia LaBeouf, Jeff Bridges, Zooey Deschanel en Jon Heder.
Surf’s Up was Sony Pictures Animations tweede bioscoopfilm.

## Verhaal
De film legt een theorie uit waarin wordt wijs gemaakt dat de sport surfen eigenlijk is uitgevonden door pinguïns, door middel van de kijker "een blik achter de schermen" geven, waarin het WK voor surfen wordt voorbereid door enkele fanatieke pinguïns in Shiverpool, Antarctica.
Centraal staat de pinguïn Cody Maverick, die graag in de voetsporen wil treden van zijn jeugdidool Zeke "Big Z" Topanga, die al jaren vermist wordt. Zijn voornaamste tegenstander is Tank "The Shredder" Evans. Wanneer Cody tijdens een surfoefening gewond raakt, wordt hij door strandwachter Lani Aliikai naar een kluizenaar genaamd Geek gebracht voor genezing. Cody ontdekt dat Geek niemand minder is dan Big Z, en wil dat Z hem traint voor zijn duel tegen Tank. Z wil hier echter niks van weten en gewoon een teruggetrokken bestaan blijven leiden.
Cody weet langzaam toch wat surftips los te krijgen van Big Z, maar volgt deze niet goed op. Z weigert Cody verder te trainen, totdat deze een goede surfplank heeft weten te maken. Cody slaagt hierin met behulp van Lani, waarna Z hem de kneepjes van het surfen bijbrengt.
In de surfwedstrijd verrast Cody iedereen door bij de drie finalisten te belanden. Cody wint de wedstrijd niet, maar leert dankzij Z dat winnen niet alles is.

## Stemcast
- Shia LaBeouf – Cody Maverick
- Jeff Bridges – Big Z/Geek
- Zooey Deschanel – Lani Aliikai
- Jon Heder – Chicken Joe
- James Woods – Reggie Belafonte
- Diedrich Bader – Tank Evans
- Mario Cantone – Mikey Abromowitz
- Kelly Slater – Kelly
- Brian Posehn – Glen Maverick

## Achtergrond

### Muziek
De officiële soundtrack van de film bevat de volgende nummers:
| #  | Lied                                   | Artiest                        |
| -- | -------------------------------------- | ------------------------------ |
| 1  | "Reggae Got Soul"                      | 311                            |
| 2  | "Drive"                                | Incubus                        |
| 3  | "Stand Tall"                           | The Dirty Heads                |
| 4  | "Lose Myself"                          | Lauryn Hill                    |
| 5  | "Just Say Yes"                         | Ken Andrews                    |
| 6  | "Forrowest"                            | Forro in the Dark              |
| 7  | "Pocket Full Of Stars"                 | Nine Black Alps                |
| 8  | "Into Yesterday"                       | Sugar Ray                      |
| 9  | "Big Wave"                             | Pearl Jam                      |
| 10 | "Wipe Out"                             | Big Nose                       |
| 11 | "Run Home (Instrumental)"              | Priestess                      |
| 12 | "What I Like About You"                | The Romantics                  |
| 13 | "You Get What You Give"                | The New Radicals               |
| 14 | "Hawaiian War Chant (Ta-Hu-Wa-Hu-Wai)" | Bob Wills & His Texas Playboys |

Twee nummers van Green Day; "Welcome to Paradise" en "Holiday", worden gebruikt als achtergrondmuziek in de film. Deze staan echter niet op de officiële soundtrack, waarschijnlijk vanwege het feit dat erin gevloekt wordt.
De achtergrondmuziek van de film gecomponeerd door Mychael Danna en omvat de volgende nummers:
1. Legends
2. Sports Network Presents
3. You're In
4. Big Z's Shrine
5. Taking on Tank
6. The Geek
7. Stuck With This Guy
8. I Don't Have a Way
9. Log Roll
10. The Board Shack
11. Cody Struggles
12. Lani And Cody
13. Waterfall
14. In the Tube
15. Training
16. The Has Been
17. The Big Z Memorial
18. First Round
19. Shredding
20. Winning Is...
21. Boneyards
22. Losers
23. Pointed The Way Back

### Uitgave en ontvangst
Surf's Up haalde op de eerste dag 5,8 miljoen dollar binnen. De wereldwijde opbrengst kwam uiteindelijk uit op 149.002.181 dollar.
Surf's Up kreeg voornamelijk goede recensies. Op Rotten Tomatoes scoort de film 78% aan goede beoordelingen. Ondanks dat kort voor de première van Surf’s Up al andere pinguïnfilms waren uitgebracht (March of the Penguins, Madagascar, en Happy Feet), werd de film toch gezien als een goed opzichzelfstaande productie. Daarmee werd Surf’s Up beter ontvangen dan Sony’s vorige animatiefilm, Open Season.

### Boeken
Naar aanleiding van de film werd een aantal kinderboeken uitgebracht:
- Surf's Up: The Movie Storybook
- Surf's Up: The Art and Making of a True Story (By Cody Maverick)
- Surf's Up Look & Find (Not unlike "Where's Waldo?" simplified)
- Surf's Up: The Life & Times of Cody Maverick
- Surf's Up: The Unauthorized Biography
- Surf's Up: The Legend of Big Z
- Surf's Up Interactive Sound Book
- Surf's Up: The Winning Wave
- Surf's Up Paint Book
- Surf's Up Coloring and Activity Book 3-in-1
- Surf's Up Coloring and Activity Book and Tattoos
- Surf's Up: Meet the Characters, and Island Adventures ("I Can Read" books)
- Surf's Up Reusable Sticker Book
- Surf's Up Activity Book w/Crayons
- Surf's Up Coloring and Activity Book and Stickers (Big Z centered)

### Notities
- Cody's naam is waarschijnlijk een referentie naar Mavericks, een beroemde surflocatie.
- In tegenstelling tot bij veel andere animatieseries, bevonden de stemacteurs zich allemaal in dezelfde ruimte tijdens het opnemen van de dialogen.
- Dit was de tweede film met zowel Jeff Bridges als James Woods. De eerste was Against All Odds.

## Prijzen en nominaties
Surf’s Up werd in 2008 genomineerd voor een Academy Award voor beste animatiefilm. De film won in 2008 twee Annie Awards: beste animatie en beste productieartiest. De film werd verder voor nog eens 15 prijzen genomineerd.